# Michael Reiziger
Michael Reiziger, född 3 maj 1973 i Amstelveen, Noord-Holland, är en nederländsk före detta fotbollsspelare som spelade som försvarare.

## Meriter
Ajax
- Eredivisie: 1995, 1996
- Nederländska cupen: 1993
- Nederländska supercupen: 1994, 1995
- Uefa Champions League: 1995
- UEFA Cupen: 1992
- Uefa Super Cup: 1995

Barcelona
- La Liga: 1998, 1999
- Spanska cupen: 1998
- Uefa Super Cup: 1997

PSV Eindhoven
- Eredivisie: 2006, 2007

Nederländerna
- VM i fotboll: 1998

- EM i fotboll: 1996, 2000, 2004
  - EM-semifinal 2000, 2004
  - EM-kvartsfinal 1996